# Melbourne Cricket Ground
The Melbourne Cricket Ground (MCG) je legendarno mjesto Australskog kriketa. Stadion je smješten u Yarra Parku u Melbourneu. Stadion drži svjetski rekord za najviše stupove s reflektorima, a svjetskoj javnosti je poznatiji kao centralni stadion na Olimpijskim igrama 1956. godine